# فيونا فيكتوري
فيونا فيكتوري (بالإنجليزية: Fiona Victory)‏ هي ممثلة أيرلندية، ولدت في 1952.

## وصلات خارجية
- فيونا فيكتوري على موقع IMDb (الإنجليزية)
- فيونا فيكتوري على موقع ألو سيني (الفرنسية)
- فيونا فيكتوري على موقع أول موفي (الإنجليزية)
- فيونا فيكتوري على موقع قاعدة بيانات الأفلام السويدية (السويدية)
- فيونا فيكتوري على موقع قاعدة بيانات الفيلم (الإنجليزية)
- فيونا فيكتوري على موقع كينوبويسك (الروسية)